# Kazuo Watanabe
 (février 2025).
Si vous disposez d'ouvrages ou d'articles de référence ou si vous connaissez des sites web de qualité traitant du thème abordé ici, merci de compléter l'article en donnant les références utiles à sa vérifiabilité et en les liant à la section « Notes et références ».
Pour les articles homonymes, voir Watanabe.
Kazuo Watanabe (渡辺一夫, Watanabe Kazuo), né le 25 août 1901 à Tokyo et mort le 10 mai 1975, est un humaniste japonais, professeur de littérature française, traducteur en japonais de Rabelais et d’Érasme, spécialiste de la pensée de la Renaissance. Il a écrit également des biographies critiques de Sébastien Castellion, ou encore des femmes liées à Henri IV, de Marguerite de Valois à Gabrielle d'Estrée.
Watanabe est reconnu comme théorisant une pensée de tolérance pour la génération nipponne de l’après-guerre. En effet, sa traduction japonaise du Pantagruel et du Gargantua de Rabelais, effectuée pendant la Seconde Guerre mondiale et qui lui valut plus tard le grade de satrape au Collège de ’Pataphysique, constitua une sorte de contestation muette contre le régime militaire japonais de l’époque.
L'écrivain Kenzaburō Ōe, qui fut son élève, a dit de lui dans son discours d'attribution du Prix Nobel :
« Concrètement, j'ai appris de sa traduction de Rabelais, que Mikhail Bakhtine qualifiait de système d'image du réalisme grotesque ou culture du rire populaire, l'importance des principes matériels et physiques ; la correspondance entre les éléments cosmiques, sociaux et physiques ; le dépassement de la mort et des engouements pour la réincarnation ; et le rire qui bouleverse les hiérarchies ».[réf. nécessaire]